# Шћепан Шћекић
Шћепан Шћекић је измишљени лик из телевизијске серије Срећни људи. Лик је измислио Синиша Павић, а тумачио Данило Лазовић.

## Биографија
Рођен је у Црној Гори. Касније се сели у Швајцарску, где се запошљава као физички радник. Његов рад у иностранству, међутим, не траје предуго јер Шћепан доживљава незгоду на радном месту када, по сопственом сведочењу свом поштару Јовану, у отворен шахт упада са две вреће цемента на леђима, али под најповољнијим углом те завршава неспособан за физички, али не и умни рад, са све швајцарском пензијом у Београду која му омогућава веома лагодан живот и на чему инсистира при сваком новом познанству.
Од тада се женио четири пута, последњи пут са Наталијом, која га трпи све до његовог набрајања љубавница синовцу Лунету, када га напушта. Као вечити плејбој, не жали новац на жене и провод, а то кулминира спонзорисањем избора за Мис и његовим чланством у жирију. Као и сваки Црногорац чији је карактер направљен на основу стереотипа, Шћепан инсистира на својој мужевности и части, али неретко дипломатски избегава директан сукоб и било какав конфликт са опонентима. Ипак, инсистира на праведности и избегава криминалце, те Зазиног дечка (брата, како га је представила) Гагија морално осуђује због служења затворске казне, али и саветује да иде у војску како би од њега постао човек.
Са друге стране, ваља напоменути да се држи својих одлука и принципа. Тако при гласању за Мис, неће да се повинује гласу већине који бира Ђурђину Голубовић, него остаје при свом ставу да она то не заслужује и за то даје објашњења, а неслагање осталих га веома иритира. По повратку са те манифестације проналази свој сеф у фотељи отворен и празан, за то као једину блиску особу окривљује спремачицу Зазу, заборавивши притом да јој је он дао кључеве и открио где се налази новац. Након што она дође и каже како је склонила новац, он отрчи у тоалет и крене да се пење на шољу мислећи да је новац тамо. Тада, међутим ломи шољу која му сече ногу "докости" и завршава у болници, где напада Бату Шејна којем је Наталија дошла у посету, али и пушта гусле осталим пацијентима.

## Породица
Осим брата из Црне Горе којег немамо прилике да видимо, али који га "сваки дан зове" да пита хоће ли Луне завршити факултет, у серији се појављује једино његов синовац Милун Луне Шћекић, апсолвент Правног факултета. Иако остаје доследан својој хладнокрвности и стереотипима који важе за Црногорце, Шћепан у једном тренутку признаје Лунету да им вероватно завиде јер су јаки као породица, кад "стриц о синовцу брине боље него отац о сину", прима га у своју кућу како би што пре завршио факултет, помаже му да заборави на Ђурђину Голубовић, води га у провод...